# Dermacentor everestianus
Dermacentor everestianus är en fästingart som beskrevs av Hirst 1926. Dermacentor everestianus ingår i släktet Dermacentor och familjen hårda fästingar. Inga underarter finns listade i Catalogue of Life.